# 大采布魯山
46°28′43″N 10°34′6″E / 46.47861°N 10.56833°E

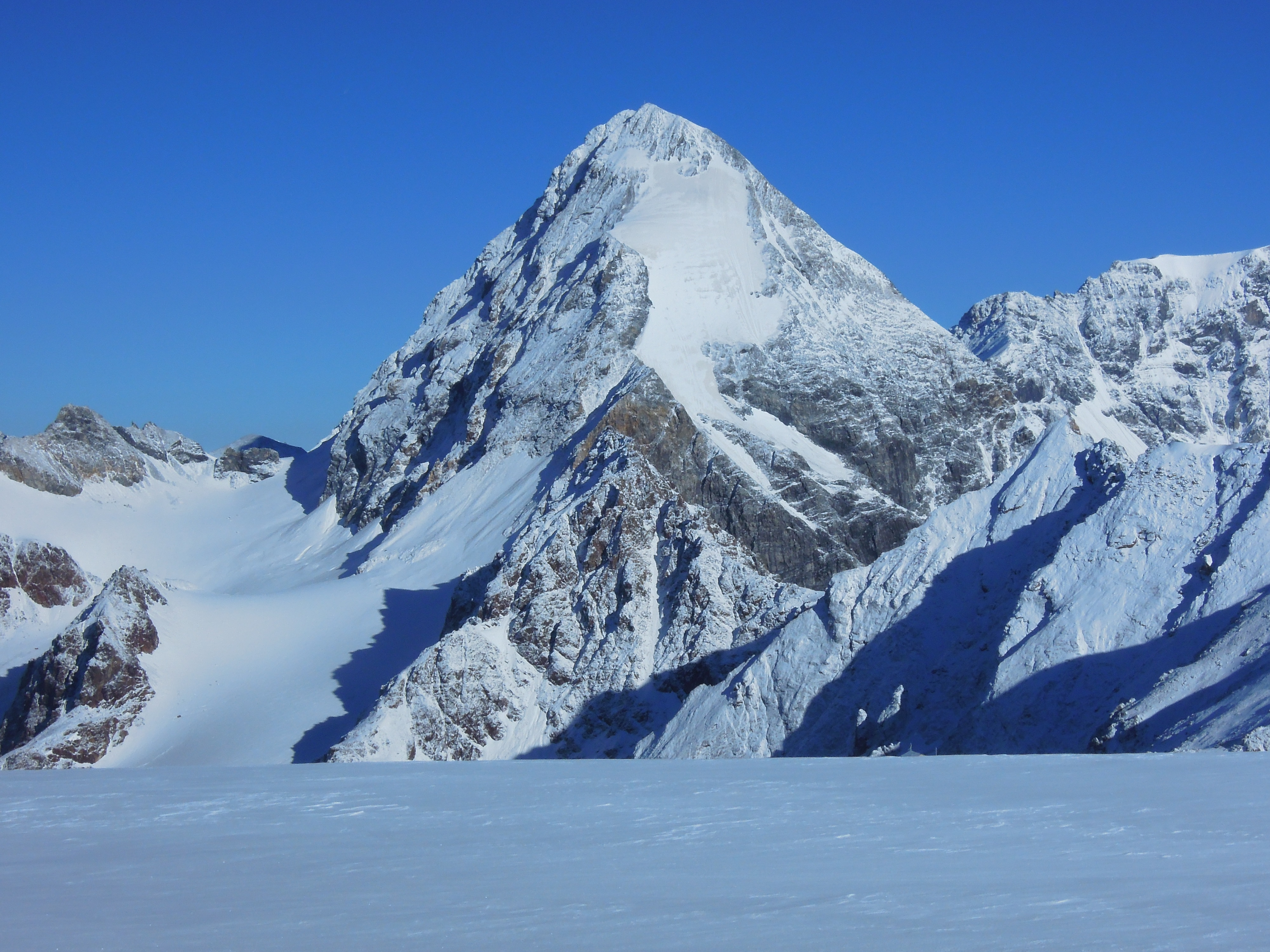

大采布魯山（義大利語：Gran Zebrù），是意大利的山峰，位於該國北部，處於博爾扎諾-南蒂羅爾自治省和松德里奧省接壤的邊界，屬於奥特莱斯山的一部分，海拔高度3,851米，每年平均降雨量1,357毫米。